# Route nationale 57 (Estonie)
Pour les articles homonymes, voir Route nationale 57.
La route nationale 57 (Tugimaantee 57) est une route nationale estonienne reliant Mudiste à Allikõnnu (en). Elle mesure 42,8 km.

## Tracé
- Comté de Viljandi
  - Mudiste
  - Tällevere (et)
  - Nuutre (et)
  - Lõhavere
  - Päraküla (en)
  - Lahmuse
  - Põhjaka (et)
  - Vihi (en)
  - Kootsi (et)
- Comté de Pärnu
  - Kaansoo (en)
  - Veskisoo (en)
  - Võiera (en)
  - Tagassaare (en)
  - Suurejõe (en)
  - Kose (en)
  - Säästla (en)
  - Kirikumõisa (en)
  - Kalmaru (en)
  - Vändra
  - Allikõnnu (en)